# Lappuggla
Lappuggla (Strix nebulosa) är en uggla som är nästan lika stor som berguven. Den förekommer i tajga cirkumpolärt i norra Nordamerika, Europa och Asien. Arten tros öka globalt och IUCN kategoriserar beståndet som livskraftigt. I Sverige är den dock så pass fåtalig att den klassas som sårbar.

## Utseende

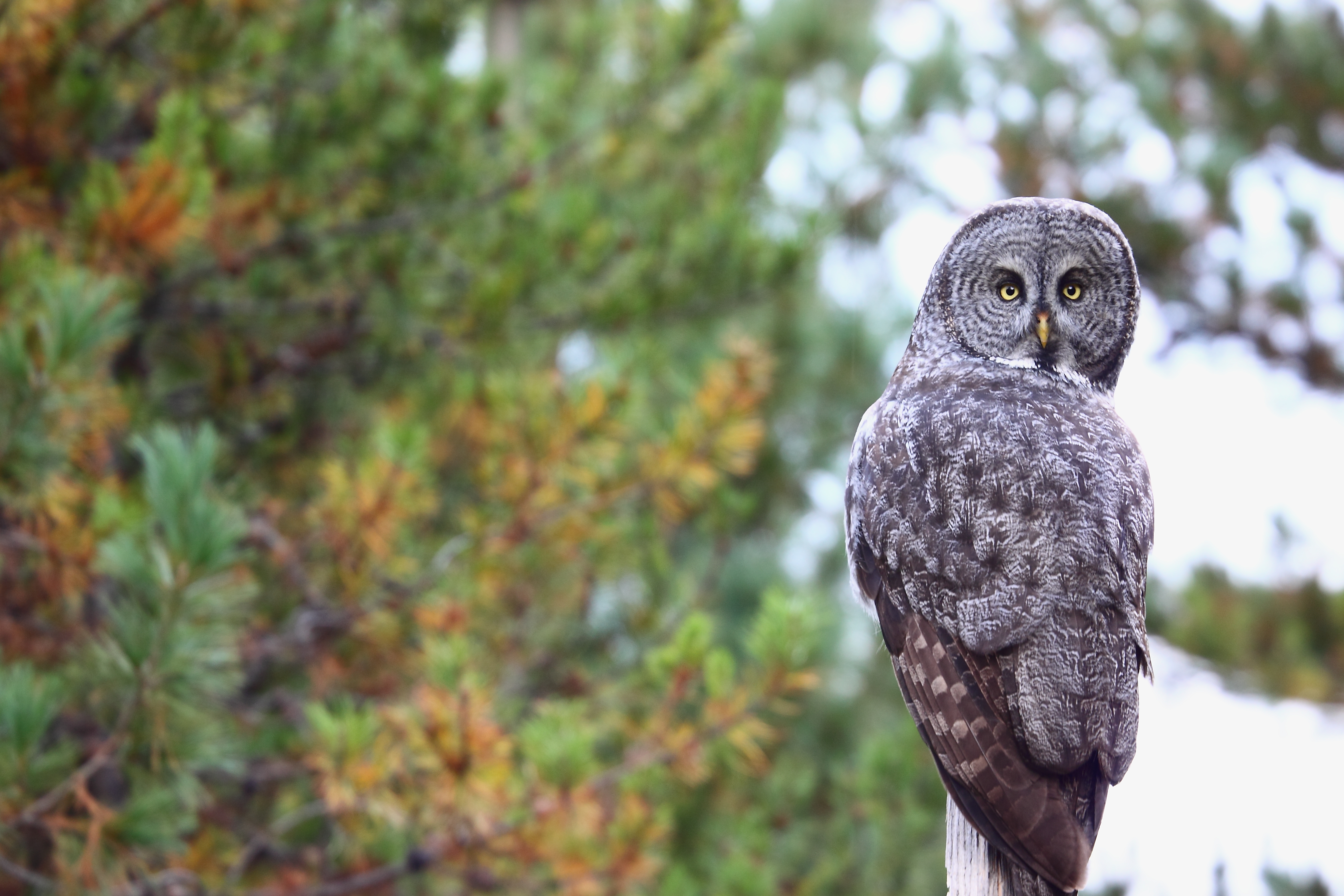
Lappuggla, 2011.

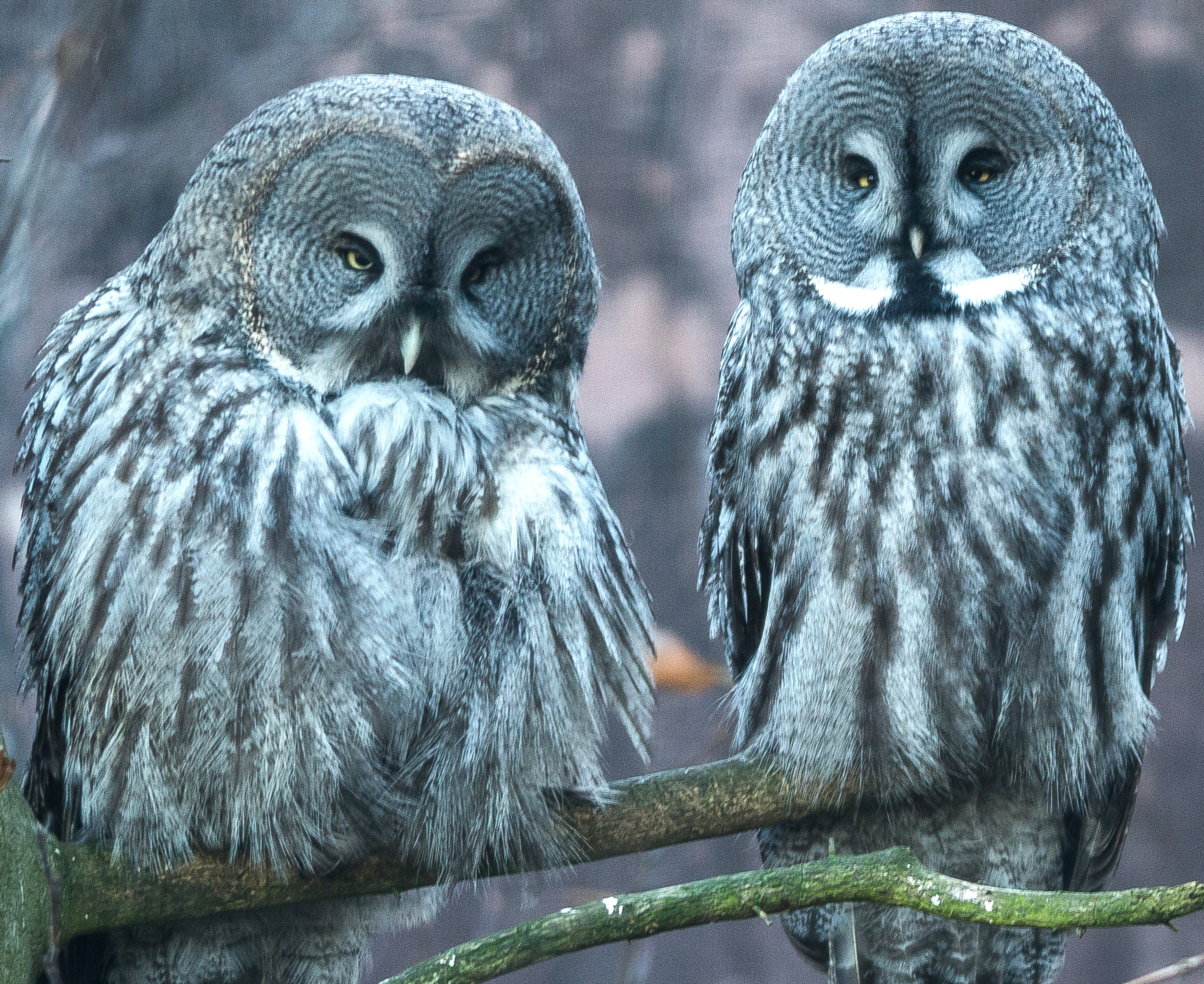
Lappugglor på Skansen, Stockholm.

Lappugglan är en av världens största ugglor. Längden är 60–70 cm och vingspannet 135–160 cm. Den har mycket stora och karakteristiska askgrå ringar runt ögonen, med koncentriska, vågformiga, bruna streck och en halvmånformig, svart, framtill av vitt begränsad fläck på ögats inre sida samt omgivna av styva, med gult och svart streckade fjädrar. Iris är gul. Färgen är askgrå på ovansidan, med svartbruna längsfläckar samt bruna och gulaktiga tvärvågor. 
På frambröstet och framtill på halsen är den ljust rostgrå, med bruna längsfläckar och vågiga tvärlinjer. Bröstets nedre del och magen är vita, med bruna längsfläckar, men utan vågor. Stjärten är lång och gråbrun, med fem till sex breda, gråspräckliga tvärband. Vingarna är mörkbruna med vita, av rostgult och svart spräckliga tvärband. Honan är större än hannen. Hon saknar den gulaktiga färgen på ovansidan och är undertill vitaktig med brunaktiga, åt sidorna vattrade längsfläckar på bröstet.

## Läte
Spellätet är ett serie med djupa och pumpande hoanden, nio till tolv stycken och levererade med ungefär ett och ett halvt ho per sekund. Lätet hörs relativt kort, endast cirka 400 meter. Honan lockar med hesa "tjiepp-tjiepp-tjiepp". Varningslätet är dovt, dämpat och guttural "grrok-grrok-grook", medan det från honan kan höras ett utdraget morrande.

## Utbredning och systematik
Lappugglan har en relativt cirkumpolär utbredning. Den häckar i Nordamerika, från Övre sjön till Alaskas stillahavskust, och från Skandinavien och österut genom hela norra Asien. De är stannfåglar men flyttar söderut vid brist på föda, men även vid rika sorkår då dessa gnagare återfinns längre söderut. En liten population på mindre än 100 individer häckar i bergen Sierra Nevada i Kalifornien vilket är den allra sydligaste häckningspopulationen av denna art.

### Underarter
Lappugglan delas upp i två underarter med följande utbredning:
- Strix nebulosa nebulosa – förekommer i boreala skogar i Nordamerika
- eurasisk lappuggla[7] Strix nebulosa lapponica – förekommer i boreala skogar i norra Europa, norra Asien och Sachalin

### Förekomst i Sverige
Lappugglan, av underarten Strix nebulosa lapponica, häckar främst i Norrbotten, Västerbotten och Jämtland även regelbundet men i mindre antal i Ångermanland, Medelpad, Hälsingland, Dalarna och norra Västmanland. Under rika sorkår kan den tillfälligt observeras längre söderut.

## Ekologi
Lappugglan häckar i täta barrskogar i närheten av gläntor eller annan öppen terräng. Fågeln är mestadels aktiv i skymningen. Den lever trots storleken till största del av smågnagare.

### Häckning

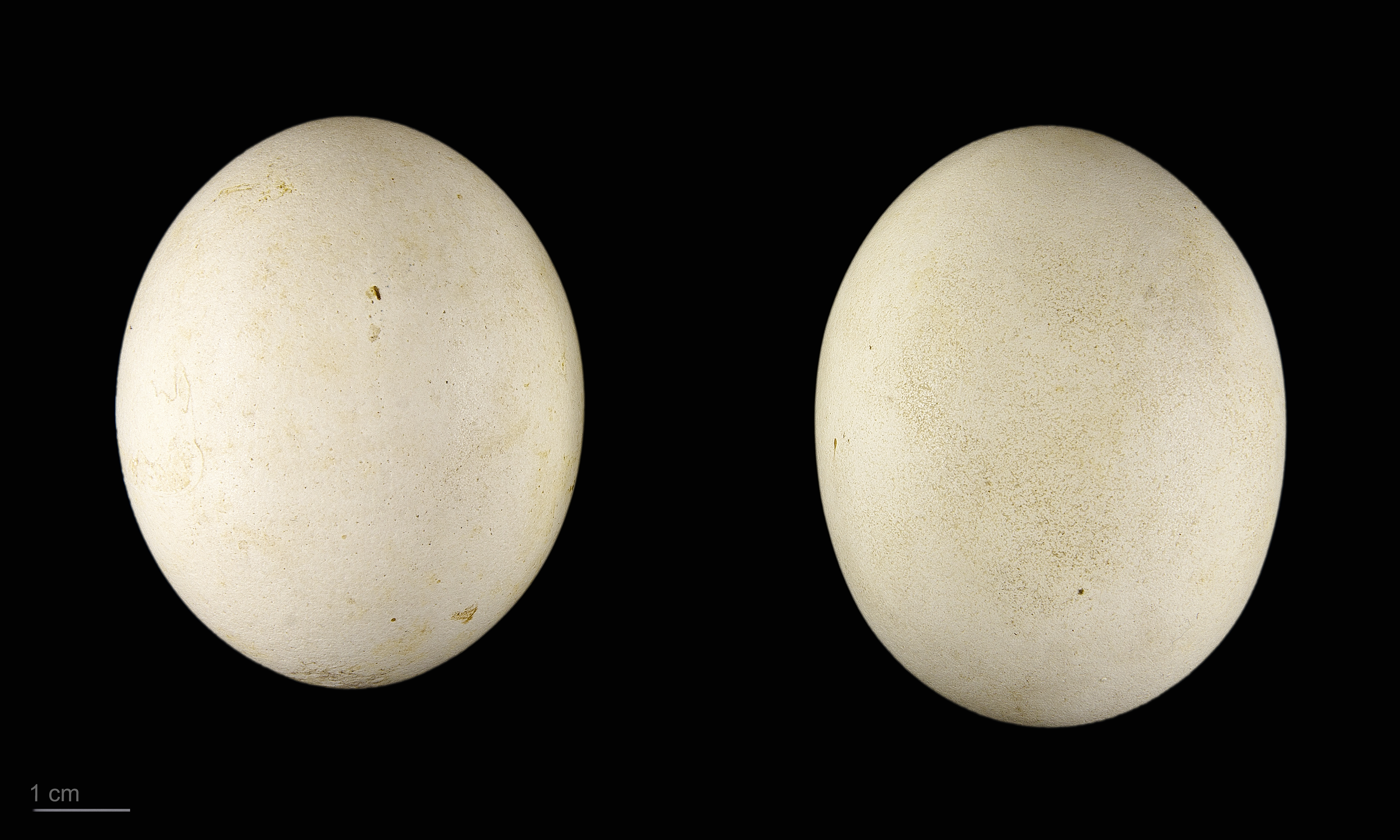
Ägg av underarten Strix nebulosa lapponica.

Lappugglor bygger inte bon utan häckar ofta i andra större fåglars övergivna bon, ofta av någon rovfågel. De häckar också i träd med avbruten topp och i bohålor i träd, sällsynt även på marken. Honan lägger ofta fyra ägg.

## Lappugglan och människan

### Status och hot

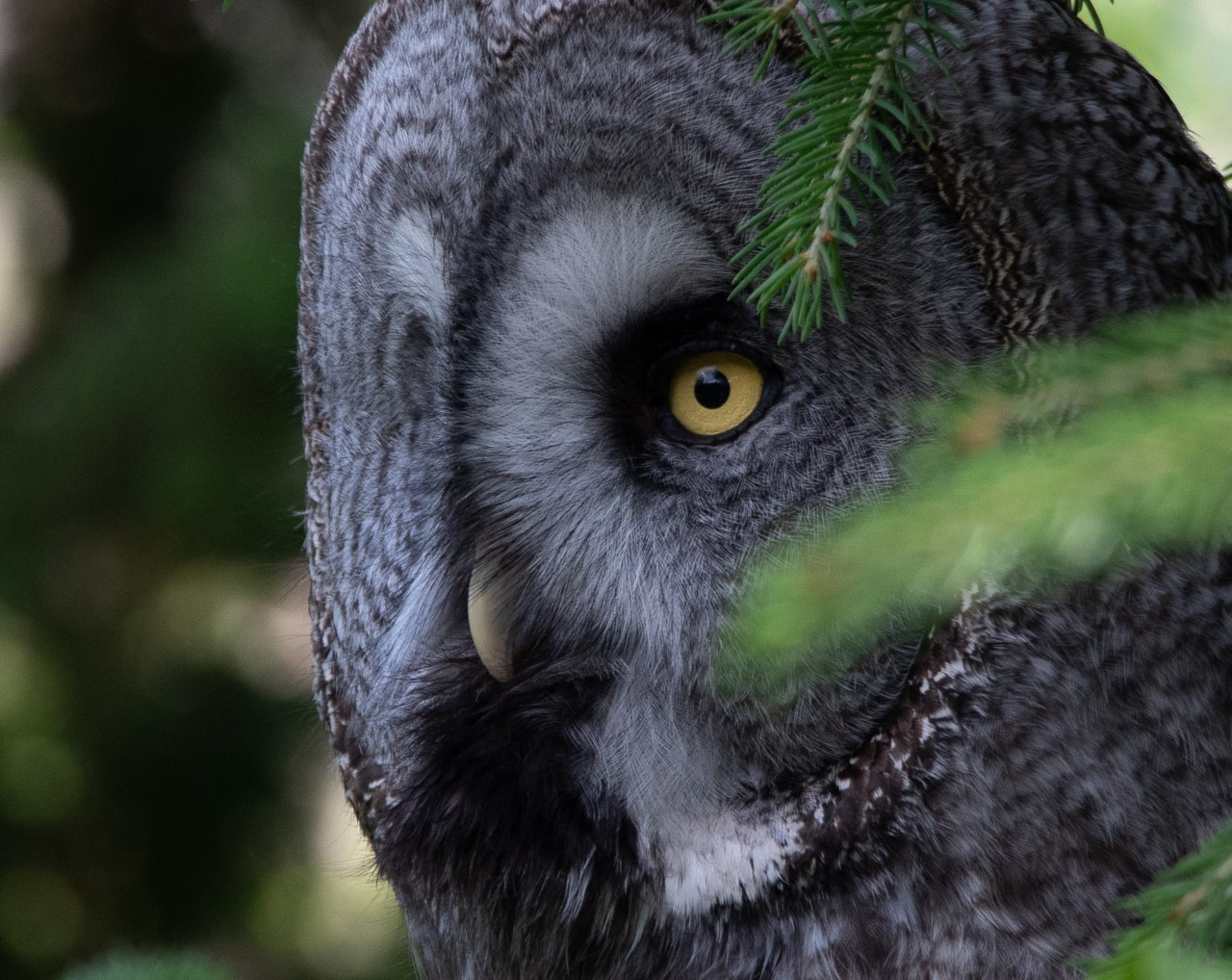
Lappuggla, Sverige 2022.

Arten har ett stort utbredningsområde och en stor population, och tros öka i antal. Utifrån dessa kriterier kategoriserar IUCN arten som livskraftig (LC). Världspopulationen uppskattas till 190 000 individer, varav det i Europa tros häcka 1 900–7 500 par. Överlag tros den öka i antal, i Nordamerika mycket kraftigt med närapå 5 000 % på 40 år. Även i Europa tros den också bli allt vanligare.

#### Status i Sverige
Lappugglan är en fåtalig fågel i Sverige med en uppskattad population på cirka 500 par. Det finns dock inga tecken på betydande populationsförändring. Den lilla populationen gör att arten är rödlistad, i kategorin sårbar (VU).
Det allvarligaste hotet mot arten i Sverige är bristen på boplatser. Skogsområden som under många år utgjort häckningslokaler har avverkats, även under häckningsperioden för lappugglan eller dess värdarter. Andra hot utgörs av olaglig jakt, samt handeln med hotade och sällsynta arter och deras ägg. Trafiken och kollision med elledningar har också konstaterats drabba många lappugglor, särskilt under vårvintern och häckningstiden.

### I kulturen
Lappugglan är sedan 1985 kanadensiska provinsen Manitobas provinsfågel.

### Namn
Lappugglans vetenskapliga artnamn nebulosa är latin och betyder "disig", "mulen" eller "mörk".